# 那須資重 (23代当主)
那須 資重（なす すけしげ）は、江戸時代前期の大名。那須氏23代当主。下野国那須藩2代藩主。
那須氏22代当主・那須資景の長男として誕生した。
時期は不明だが徳川家光への御目見をした後、寛永元年（1624年）1月1日、従五位下・美濃守に叙任され、父の跡を継いだ。寛永8年（1631年）に日光山普請助役、寛永18年（1641年）3月3日には日光東照宮造営助役を務めた。翌寛永19年（1642年）に跡継ぎのないまま、父に先立ち死去した。享年34。
大名の那須家は無嗣断絶となったが、翌寛永20年（1643年）、江戸幕府は那須与一以来の名家の廃絶を惜しみ、隠居していた父の資景に所領の一部5千石が与えられ、大身旗本として那須の家名を再興することが許された。